# Orchestre national de Lyon
Pour les articles homonymes, voir ONL.
L'Orchestre national de Lyon (ONL) est un orchestre symphonique français établi à Lyon.
Hormis Paris, Lyon est la seule ville française à accueillir deux orchestres symphoniques. L'Orchestre national de Lyon se consacre au répertoire symphonique, tandis que l'Orchestre de l'Opéra national de Lyon participe à la saison lyrique.
Depuis 1975, l'orchestre est installé à l'Auditorium Maurice-Ravel, construit pour lui dans le quartier de La Part-Dieu.
L'Auditorium-Orchestre national de Lyon est un établissement de la Ville de Lyon et est subventionné par le ministère de la Culture.

## Historique

### Les débuts
Au début du XXe siècle, Lyon ne possède pas d'orchestre symphonique permanent malgré quelques tentatives éphémères depuis 1860.
En 1903, Georges Martin Witkowski, avec l'appui de Charles Bordes fonde la Schola Cantorum de Lyon dont le premier concert, le 29 avril 1903, réunit 200 chanteurs. G.M. Witkowski dirigera la Schola jusqu'en 1923, puis cèdera cette fonction à son fils Jean jusqu'à la mort de ce dernier en 1953. Elle prendra alors le nom de Schola Witkowski.
Après avoir créé un chœur, G.M. Witkowski dépose en janvier 1905 son projet de fondation de la Société des grands concerts de Lyon qui deviendra le futur orchestre national. Il dirige le premier concert le 28 novembre 1905 avec au programme la Symphonie espagnole d'Édouard Lalo et le violoniste Eugène Ysaÿe en soliste.
Il ne restait plus qu'à construire une salle de concert. Ce sera chose faite le 8 novembre 1908 avec l'inauguration de la salle Rameau, équipée en arrière-scène d'une galerie pour chœur et d'un orgue construit par Charles Mutin.
En décembre 1938, la Société des Grands Concerts fusionne avec une autre société musicale, le Trigintuor, et prend le nom d'Association philharmonique. À la mort de Georges Martin en 1943, son fils Jean Witkowski lui succède à la tête de l'orchestre. En 1953, le décès de Jean met fin à 50 ans de direction de la dynastie Witkowski.

### L'après Witkowski

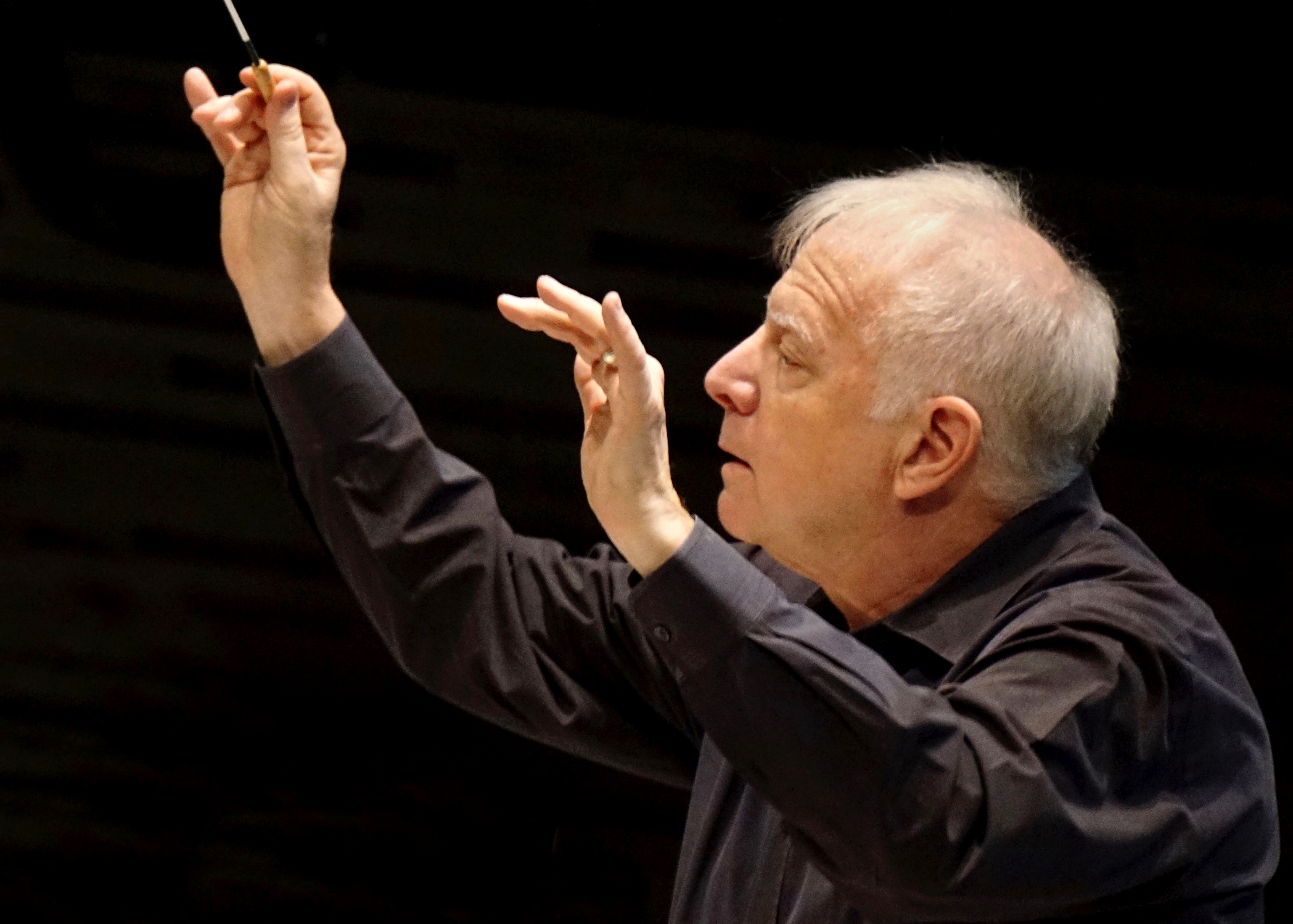
Leonard Slatkin lors d'une répétition avec l'ONL en 2015.

Robert Proton de la Chapelle (1894-1982) est musicien amateur. Il assure la direction artistique et fait appel systématiquement à des chefs invités. Il crée en octobre 1953 la revue Résonances, organe de la connaissance des Arts et des Lettres à Lyon. En 1965, l'ORTF supprime l'orchestre de la Radio lyonnaise. Proton de la Chapelle convainc le maire Louis Pradel d'intégrer la plupart des musiciens à ce qui est devenu entre-temps l'Orchestre de la Société philharmonique de Lyon, faisant passer cette phalange de 49 à 76 musiciens.
En 1966 Marcel Landowski est nommé directeur au Ministère de la Culture d'André Malraux et lance son plan Musique. Les subventions sont débloquées et le 22 décembre 1968 l'orchestre prend une vocation régionale (Orchestre philharmonique Rhône-Alpes) et passe à 95 musiciens. Louis Frémaux en devient le chef permanent. Cette vocation lui impose quelques représentations déconcentrées (Grenoble, Annecy, Bourg-en-Bresse…).
Serge Baudo lui succède et l'année suivante (1972) l'Orchestre obtient un statut national et devient l'Orchestre national de Lyon - ONL. C'est le début des grandes tournées à l'étranger (Europe, Chine, Corée, Amérique, et plus tard plusieurs tournées au Japon) et des premières productions discographiques de l'Orchestre. En 1979, Baudo fonde le festival Berlioz en associant sa formation à La Côte-Saint-André, ville natale du compositeur.
En 1987, Emmanuel Krivine, déjà premier chef invité depuis 1983, lui succède. D'un caractère intransigeant, il obtiendra une réfection complète de l'auditorium Maurice-Ravel à l'acoustique très critiquée depuis sa mise en service. Le même perfectionnisme est de rigueur sur le plan artistique : avec l'appui de la municipalité de l'époque qui souhaite que l'orchestre joue « en première division », Krivine, insatisfait du niveau général, renouvelle en profondeur l'effectif notamment via le système des "contrôles de fonctions", des auditions imposées aux musiciens en poste qui aboutiront à la révocation pure et simple d'une partie d'entre eux. Malgré la fronde provoquée par ces méthodes expéditives, les progrès fulgurants réalisés en quelques années permettent finalement au chef de fédérer les membres historiques de l'orchestre autour de son projet ; à son départ en 1999, il estime avoir remporté son pari de hisser la formation lyonnaise au niveau des grandes phalanges internationales : « En deux services, je monte la Symphonie lyrique de Zemlinksy, quand, avec une grosse machine allemande, j'ai l'impression de ne pas avoir ouvert la partition. »
Le 1er septembre 2000, l'Américain David Robertson devient le premier chef permanent étranger. Il sera suivi par l'Allemand Jun Märkl, et l'Américain Leonard Slatkin. Le 3 décembre 2018, Nikolaj Szeps-Znaider est nommé directeur musical par le maire de Lyon, Gérard Collomb. Il prend ses fonctions en septembre 2020 pour un contrat initial de 4 saisons et succède ainsi à Leonard Slatkin, directeur musical de 2011 à 2017, qui reste directeur musical honoraire.

## Direction musicale
- Georges Martin Witkowski (1905-1943)
- Jean Witkowski, son fils (1943-1953)
- Robert Proton de la Chapelle, directeur artistique
- Louis Frémaux (1969-1971)
- Serge Baudo (1971-1986)
- Emmanuel Krivine (1987-2000)
- David Robertson (2000-2004)
- Jun Märkl (2005-2011)
- Leonard Slatkin (2011-2017)
- Nikolaj Szeps-Znaider (depuis septembre 2020)

## Compositeurs et compositrices en résidence
Michael Jarrell (né en 1958)
- Résidence : 1991-1993
- Commandes de l'Orchestre national de Lyon :
  - Trois Études de Debussy (orchestrations), nos 1 et 2 : Étude pour les notes répétées et Étude pour les sonorités opposées - Création mondiale : Auditorium de Lyon, 26/03/1992, Orchestre national de Lyon, Muhai Tang (direction)
  - Des nuages et des brouillards - Création mondiale : Auditorium de Lyon, 22/10/1992, Orchestre national de Lyon, Emmanuel Krivine (direction)

Pascal Dusapin (né en 1955)
- Résidence :  1993-1995
- Commandes de l'Orchestre national de Lyon :
  - Extenso, pour orchestre - Création mondiale : Auditorium de Lyon, 13/10/1994, Orchestre national de Lyon, Emmanuel Krivine (direction)
  - Apex, pour orchestre - Création mondiale : Auditorium de Lyon, 12/01/1996, Orchestre national de Lyon, Emmanuel Krivine (direction)

Jean-Louis Florentz (1947-2004)
- Résidence : 1995-1997
- Commandes de l'Orchestre national de Lyon :
  - Les Jardins d'Amènta, conte symphonique pour orchestre op. 13 - Création mondiale : Lyon, 29/05/1997, Orchestre national de Lyon, Emmanuel Krivine (direction)
  - L'Anneau de Salomon, danse symphonique pour orchestre op. 14 - Création mondiale : Paris, Théâtre des Champs-Élysées, 01/04/1999, Orchestre national de Lyon, Emmanuel Krivine (direction)

Philippe Hersant (né en 1948)
- Résidence : 1998-2000
- Commandes de l'Orchestre national de Lyon :
  - Paysage avec ruines, pour mezzo-soprano et orchestre - Création mondiale : Auditorium de Lyon, 03/12/1999, Luisa Islam-Ali-Zade (mezzo-soprano), Orchestre national de Lyon, Yan-Pascal Tortelier (direction)
  - Streams, pour piano et orchestre - Création mondiale : Auditorium de Lyon, 06/12/2001, Alice Ader (piano), Orchestre national de Lyon, János Fürst (direction)

Thierry Escaich (né en 1965)
- Résidence : 2007 - 2010
- Commandes de l'Orchestre national de Lyon :
  - Les Nuits hallucinées, pour mezzo-soprano et orchestre - Création mondiale : Auditorium de Lyon, 24/06/2008, Nora Gubisch (mezzo-soprano), Orchestre national de Lyon, Jun Märkl (direction)
  - Ground III, pour quatre violoncelles - Création mondiale : Auditorium de Lyon, 14/12/2008, Heinrich Schiff, Nicolas Hartmann, Édouard Sapey-Triomphe, Philippe Silvestre de Sacy (violoncelle)
  - Erinnerung, pour orchestre à cordes, d'après le quatuor à cordes Après l'aurore - Création mondiale : Auditorium de Lyon, 11/06/2009, Orchestre national de Lyon, Josep Pons (direction)

Édith Canat de Chizy (née en 1950)
- Résidence : 2010-2011
- Commande de l'Orchestre national de Lyon :
  - Pierre d'éclair, pour orchestre symphonique - Création : Auditorium de Lyon, 31/03/2011, Orchestre national de Lyon, Ilan Volkov (direction)

Kaija Saariaho (née en 1952)
- Résidence : 2013-2014
- Commande de l'Orchestre national de Lyon, de l'Orchestre symphonique de Montréal, de l'Orchestre philharmonique de Londres, du Southbank Centre de Londres :
  - Maan varjot [Ombres de la terre], pour orgue et orchestre - Création européenne : Auditorium de Lyon, 19/06/2014, Orchestre national de Lyon, Olivier Latry (orgue), Kent Nagano (direction)

Bruno Mantovani (né en 1974)
- Résidence : 2014-2015
- Commandes de l'Orchestre national de Lyon :
  - Concerto pour timbales - Création mondiale : Auditorium de Lyon, 15/02/2015, Orchestre national de Lyon, Benoît Cambreling (timbales), Sylvain Cambreling (direction)

Guillaume Connesson (né en 1970)
- Résidence : 2016-2018
- Commandes de l'Orchestre national de Lyon :
  - A Kind of Trane, version révisée - Création mondiale : Auditorium de Lyon, 06/04/2017, Orchestre national de Lyon, François Sauzeau (clarinette), Fabien Gabel (direction)
  - Celephaïs - Création mondiale : Auditorium de Lyon, 31/03/2017, Orchestre national de Lyon, Leonard Slatkin (direction)

Brett Dean (né en 1961)
- Résidence : 2019-2021
- Commande de l'Auditorium-Orchestre national de Lyon, du City of Birmingham Symphony Orchestra, des Sydney Philharmonia Choirs :
  - In this Brief Moment. An Evolution Cantata

Olga Neuwirth (née en 1968)
- Résidence : 2021-2022
- Commande de l'Orchestre national de Lyon :
  - Dreydl - Création mondiale : Auditorium de Lyon, 20/05/2022, Orchestre national de Lyon, NIkolaj Szeps-Znaider (direction)

Grégoire Rolland (né en 1989)
- Résidence : 2024-2026

## Formations associées

### Ensemble de cuivres et percussions de l'Orchestre national de Lyon
Créé en 1991 par Christian Delange, tuba solo de l’Orchestre national de Lyon, et onze «acolytes», l’Ensemble de cuivres et percussions a la particularité d’être né au sein d’un orchestre symphonique, ce qui resserre les liens musicaux et amicaux.
Peu de musiques originales ont été écrites pour ce type de formation. Pour sortir des sentiers battus, l’Ensemble n’hésite donc pas à transcrire, des sonneries de la Renaissance aux symphonies de Mahler, à puiser dans le jazz ou à passer des commandes de pièces nouvelles. L’Ensemble a ainsi à son actif plusieurs créations, parmi lesquelles Tohu-bohu d’intrus de Jean-Marc Singier, Phonies de George Barboteu, Les Héros de Kerry Turner.
Quant aux percussions, elles jouent un rôle clef et polymorphe au sein de l’Ensemble : des timbales baroques pour les pièces anciennes aux instruments du monde entier pour les œuvres contemporaines, elles sont de longue date associées aux cuivres.
L’Ensemble n’hésite pas non plus à aller à la rencontre d’autres musiciens tels que Michel Becquet ou Thierry Caens, ou d’autres formations incluant l’orgue ou les chœurs.
A titre d'exemple, l’Ensemble de cuivres et percussions a joué en 2017 le spectacle Souffler n'est pas jouer écrit et interprété par Sabine Quindou.

### Orchestre des jeunes
En complicité avec les conservatoires de l'Arc-alpin, l'Orchestre des jeunes offre la possibilité à plus de 80 jeunes musiciens de la région (de niveau fin de 3e cycle ou DEM) d'approfondir la pratique d'orchestre. Encadrés par les musiciens de l'Orchestre national de Lyon et le chef résident, les jeunes musiciens travaillent un programme musical pendant une semaine. Ils partent ensuite en tournée régionale.

## Discographie
Quelques références de compositeurs:
- Denon : œuvres de Maurice Ravel, Édouard Lalo, Hector Berlioz, Georges Bizet, Camille Saint-Saëns, Claude Debussy, direction Emmanuel Krivine
- Naïve : œuvres d'Alberto Ginastera, Pierre Boulez et Steve Reich, direction David Robertson
- Harmonia Mundi : œuvres de Béla Bartók, direction David Robertson
- EMI : œuvres de Georges Enesco, direction Lawrence Foster
- Naxos : œuvres de Maurice Ravel, Hector Berlioz et Olivier Messiaen, intégrale des œuvres pour orchestre de Claude Debussy (7 volumes), direction Jun Märkl
- Naxos : œuvres de Maurice Ravel, Hector Berlioz et Camille Saint-Saëns, direction Leonard Slatkin.
- Accord/Universal : œuvres de Thierry Escaich, direction Jun Märkl et Christian Arming.
- Deutsche Grammophon : Kaamelott : Premier Volet, Alexandre Astier, direction Frank Strobel (27 novembre 2020)[20],[21],[22],[23],[24]